# Поляков Валерій Володимирович
Поляков Валерій Володимирович (рос. Поляков, Валерий Владимирович; 27 квітня 1942, Тула, СРСР — 19 вересня 2022, Москва, Росія) — радянський і російський льотчик-космонавт, Герой Радянського Союзу і Герой Російської Федерації (один з чотирьох людей, удостоєних обох звань), інструктор-космонавт-дослідник загону космонавтів ДНЦ ІМБП. 
66-й космонавт СРСР і Росії, 210-й космонавт світу. Володар світового рекорду найтривалішого польоту в космос (437 діб і 18 годин в 1994 і 1995 роках, на борту орбітальної станції «Мир»). Спеціаліст з космічної медицини.

## Біографія

### Ранні роки
Поляков Валерій Володимирович народився 27 квітня 1942 року в Тулі, СРСР (нині — Росія). Мати Полякова була вчителькою в середній школі, а батько працював робітником. Валерія раніше називали Коршунов Валерій Іванович, але він потім змінив своє прізвище, ім'я та по батькові, оскільки усиновлений вітчимом у 1957 році. Поляков отримав освіту в Тульській середній школі № 4, яку закінчив у 1960 році.
Він вирішив присвятити себе космічній медицині в 1964 році, після польоту першого лікаря Бориса Єгорова на борту капсули Восход-1. Після закінчення середньої школи вступив до Першого Московського державного медичного університету імені І. М. Сеченова, який отримав докторський ступінь та закінчив його в 1965 році.
У 1966 році проходив навчання в клінічній ординатурі Інституту медичної паразитології та тропічної медицини імені Є. І. Марциновського. Пішов, не став захищати дисертацію. Після чого 1967 року почав свою кар'єру у Всесоюзному НДІ ім. М. О. Семашко, де працював до літа старшим референтом. Член КПРС с 1970 року.
У 1967—1971 роках — старший інспектор третього Головного управління при Міністерстві охорони здоров'я, крім того, працював лікарем у швидкій допомозі.
Ще в 1969 році Валерій Володимирович подає заяву на вступ до загону космонавтів, і через рік медична комісія визнає його придатним. Також в 1971 році майбутній космонавт вступає до аспірантури Інституту медико-біологічних проблем. А в 1974 році стає — кандидатом медичних наук (ІМБП).

## Космічна підготовка
У 1972 році Валерій Поляков стає кандидатом космонавта-випробувача, і лише в 1978 році починає проходження загальної космічної підготовки, яка триває весь наступний рік. Водночас майбутньому космонавту вдається вести наукові дослідження в лабораторіях ІМБП, в особі молодшого, а пізніше – старшого наукового співробітника.
У 1980 році Поляков отримує кваліфікацію космонавта-випробувача і починає підготовку до майбутніх космічних місій. До 1988 року Валерій Володимирович був провідним лікарем-космонавтом-дослідником, очолював загін.
У грудні 1979 року був включений в перший (основний) екіпаж корабля «Союзі Т-3» (Василь Лазарєв, Геннадій Стрекалов), випробувальний політ якого одночасно з проведенням медичних досліджень і експериментів планувався на IV квартал 1980 року. У такому складі екіпаж проходив підготовку до кінця травня 1980 року, коли через виниклу необхідність ремонту системи терморегулювання станції «Салют-6», політ корабля «Союз Т-3» з медичною програмою було вирішено відкласти, а замість цього послати на станцію екіпаж «ремонтників».
У червні 1980 року колишній перший екіпаж (Василь Лазарєв, Геннадій Стрекалов, Валерій Поляков) був призначений дублюючим за цією новою програмою і приступив до підготовки.
У жовтні 1980 року Геннадій Стрекалов був переведений в основний екіпаж, замінивши в ньому відстороненого за станом здоров'я Костянтина Феоктистова. А на його місце в дублюючому екіпажі був призначений Віктором Савіних. Під час старту КК «Союз Т-3» 27 листопада 1980 року Валерій Поляков був дублером космонавта-дослідника основного екіпажу.
З червня по жовтень 1983 року проходив підготовку до тривалого польоту лікаря-космонавта у складі групи.
З 3 жовтня 1983 по 30 січня 1984 року проходив безпосередню підготовку до польоту на ОК «Салют-7» за програмою тривалого польоту космонавта-лікаря у складі другого екіпажу ЕО-3 разом з Володимиром Васютіним і Віктором Савіних.
З серпня та листопада 1987 року проходив тримісячні збори в ЦПК ВПС ім. Ю. О. Гагаріна. В їх рамках з 10 вересня по 25 жовтня успішно пройшов програму підготовки до робіт у відкритому космосі.
З 15 лютого 1988 по 17 серпня 1988 пройшов безпосередню підготовку до півторарічного польоту лікаря-космонавта як першого космонавта-дослідника екіпажу експедиції відвідування ЕП-3 разом з Володимиром Ляховим і Абдул Момандом (Афганістан).

### Перший політ
Перший політ космонавта Полякова відбувся 29 серпня 1988 року. Стартував на борту корабля «Союз ТМ-6», разом з Володимиром Ляховим і Абдул Момандом. За програмою ЕП-3, а також у складі ЕО-3 разом з B. Г. Титовим і M. X. Манаровим і ЕО-4 разом з О. О. Волковим, С. К. Крикальовим і Ж.-Л. Кретьєном (Франція). Позивний:
«Протон-2», «Донбас-3».
Після стикування космічного апарата з орбітальною станцією «Мир», Валерій Поляков займався фізіологічними дослідженнями й розробкою нових методів, що поліпшують якість медичного забезпечення тривалих космічних місій. 27 квітня 1989 року лікар-космонавт повернувся на Землю. Тривалість космічної експедиції склала 240 діб.
З січня по липень 1993 року проходив підготовку в ЦПК до півторарічного польоту у складі групи космонавтів разом з Германом Арзамазовим і Борисом Моруковим.
З 1 липня по 17 грудня 1993 року пройшов безпосередню підготовку до польоту на ОК «Мир» у складі ЕО-15, 16, 17 як космонавта-дослідника (лікаря) першого екіпажу разом з Віктором Афанасьєвим і Юрієм Усачовим.
За успішне здійснення тривалого космічного польоту Полякову надано звання Героя Радянського Союзу (1989), з врученням ордена Леніна і медалі «Золота Зірка». Він також нагороджений званням Героя Республіки Афганістан з врученням ордена «Сонце Свободи» (1988, ДРА) і нагороджений орденом Почесного легіону (1989, Франція).

### Другий політ
З 8 січня 1994 по 22 березня 1995 здійснив другий космічний політ в якості лікаря-космонавта-дослідника на космічному кораблі «Союз ТМ-18» і орбітальному комплексі «Мир» тривалістю 437 діб 18 годин. Це є абсолютним рекордом тривалості роботи в космосі за один політ. За успішне здійснення польоту 10 квітня 1995 року йому надано звання Героя Російської Федерації.
Протягом двох орбітальних польотів провів у космосі 678 діб 16 годин і 34 хвилини. За цим показником Поляков поступається лише п'яти космонавтам в історії — Геннадію Падалці (878 днів за 5 польотів), Юрію Маленченку (827 днів за 6 польотів), Сергію Крикальову (803 дні за 6 польотів), Олександру Калері (769 днів за 5 польотів) і Сергію Авдєєва (747 днів за 3 польоти), але всі ці рекорди були встановлені пізніше, і протягом 4,5 років (до рекорду Сергія Авдєєва) Поляков був першим за сумарним нальотом.
Рекорд за тривалістю одного польоту тримається вже чверть століття (станом на 2020 рік), і в найближчі роки, судячи з планів пілотованих польотів, ніхто не зможе його побити.
Пішов із загону космонавтів ІМБП 1 червня 1995 року у зв'язку з виходом на пенсію.
Статистика
| # | Стартовий корабель | Старт, UTC        | Експедиція             | Корабель посадки | Посадка, UTC      | Наліт                        | Виходи у відкритий космос | Час у відкритому космосі |
| - | ------------------ | ----------------- | ---------------------- | ---------------- | ----------------- | ---------------------------- | ------------------------- | ------------------------ |
| 1 | Союз ТМ-6          | 29.08.1988, 04:23 | Союз ТМ-6, Мир-3, 4    | Союз ТМ-7        | 27.04.1989, 02:57 | 240 діб 22 години 34 хвилини | 0                         | 0                        |
| 2 | Союз ТМ-18         | 08.01.1994, 10:05 | Союз ТМ-18, Мир-16, 17 | Союз ТМ-20       | 22.03.1995, 04:03 | 437 діб 17 годин 58 хвилин   | 0                         | 0                        |
|   |                    |                   |                        |                  |                   | 678 діб 16 годин 32 хвилини  | 0                         | 0                        |

Валерій Поляков згадував, що в рідкісні вільні хвилини в космосі волів читати книги, серед особливо вподобаних відзначав романи «Мужики і баби» Бориса Можаєва і «Білий одяг» Володимира Дудинцева.
Брав участь в експерименті SFINCSS у 2000 році, в ході якого здійснювалася імітація польоту міжнародного екіпажу на космічній станції для вивчення взаємодії груп людей різних національностей.
Професор О. О. Благінін свідчив, що Валерій Поляков говорив йому, що готовий здійснити безповоротний політ на Марс.
Є автором понад 50 наукових робіт з проблем космічної медицини, опублікованих у вітчизняних і закордонних видавництвах.
За професією — лікар, науковий ступінь — доктор медичних наук, вчене звання — професор, військове звання — підполковник медичної служби запасу 1 розряду (знятий з обліку за віком).

## Родина і сім'я
- Батько — Коршунов Іван Андрійович (1922—1967).

- Вітчим — Поляков Володимир Георгійович (1921—1976).

- Мати — Полякова (Матвєєва) Євдокія Федорівна (1920 р. н.), вчителька, на пенсії.

- Дружина — Неля Федорівна (1940 р. н.), лікар-невропатолог.

- Дочка — Смиренна Олена (1965 р. н.), лікар-офтальмолог.

## Нагороди
- 1988 — Герой Республіки Афганістан, кавалер Ордена «Сонце Свободи»
- 1989 — Герой Радянського Союзу, кавалер ордена Леніна і медалі «Золота Зірка»
- 1989 — офіцер ордена Почесного легіону
- 1995 — Герой Російської Федерації
- 1996 — Орден «Парасат»
- 1999 — Премія принцеси Астурійської[16]
- 2011 — Медаль «За заслуги в освоєнні космосу»[17]

## Дв. також
- Пілотований космічний політ